# NGC 4398
NGC 4398 est une étoile située dans la constellation de la Vierge. L'astronome prussien Heinrich Louis d'Arrest a enregistré la position de cette paire d'étoiles 19 avril 1865.